# Kvarnsjön (Trosa-Vagnhärads socken, Södermanland)
Kvarnsjön är en sjö i Trosa kommun i Södermanland och ingår i Tyresån-Trosaåns kustområde.